# Trapezitinae
De Trapezitinae zijn een onderfamilie van vlinders in de familie van de dikkopjes (Hesperiidae). De verspreiding van deze onderfamilie is beperkt tot het Australaziatisch gebied.

## Geslachten
- Trapezites Hübner, 1819
  - = Steropes Boisduval, 1832 non Steropes Steven, 1806 (Anthicidae)
  - = Patlasingha Watson, 1893
  - = Anisyntoides Waterhouse, 1932
- Anisynta Lower, 1911
- Antipodia Atkins, 1984
- Croitana Waterhouse, 1932
- Dispar Waterhouse & Lyell, 1914
- Felicena Waterhouse, 1932
- Herimosa Atkins, 1994
- Hesperilla Hewitson, 1868
- Hewitsoniella Shepard, 1931
  - = Hewitsonia Evans, 1926 non Hewitsonia Kirby, 1871 (Lycaenidae)
- Mesodina Mayrick, 1901
- Motasingha Watson, 1893
- Neohesperilla Waterhouse & Lyell, 1914
- Oreisplanus Waterhouse & Lyell, 1914
- Pasma Waterhouse, 1932
- Prada Evans, 1949
- Proeidosa Atkins, 1973
- Rachelia Hemming, 1964
  - = Protogenes Mabille & Boullet, 1912 non Protogenes Häckel, 1865 (Foraminifera)
  - = Vlasta Lindsey, 1925 non Vlasta Barrande, 1881 (Bivalvia)
- Signeta Waterhouse & Lyell, 1914
- Toxidia Mabille, 1891
  - = Telesto Boisduval, 1832 non Telesto Lamouroux, 1812 (Cnidaria)
  - = Oxytoxia Mabille, 1904
  - = Timoconia Strand, 1909